# بارودل
بارودل (به آلمانی: Barwedel) یک شهر در آلمان است که در بولدکر لاند واقع شده‌است. بارودل ۱٬۰۶۸ نفر جمعیت دارد.